# Kościół św. Idziego w Lubece

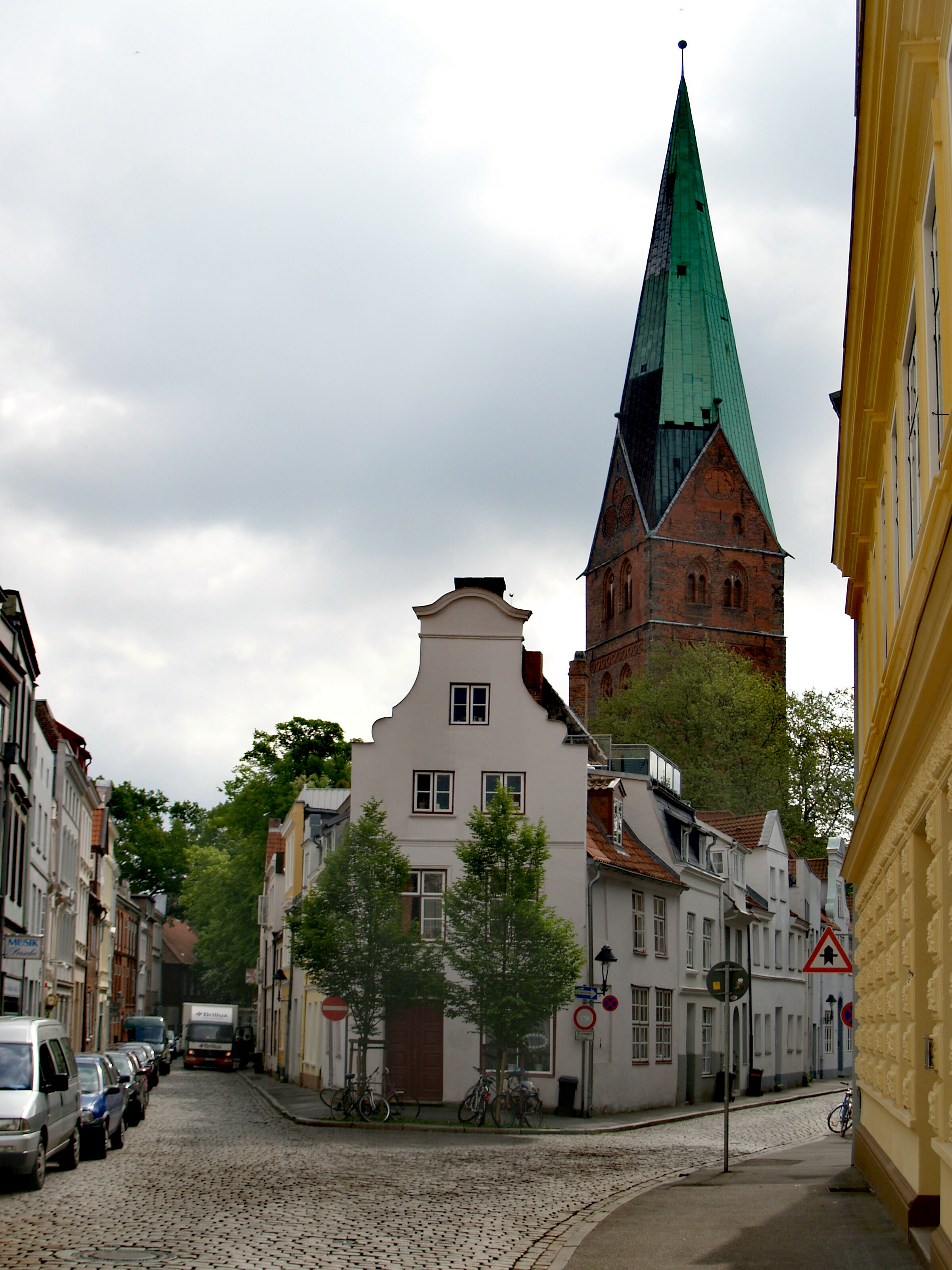
Kościół św. Idziego

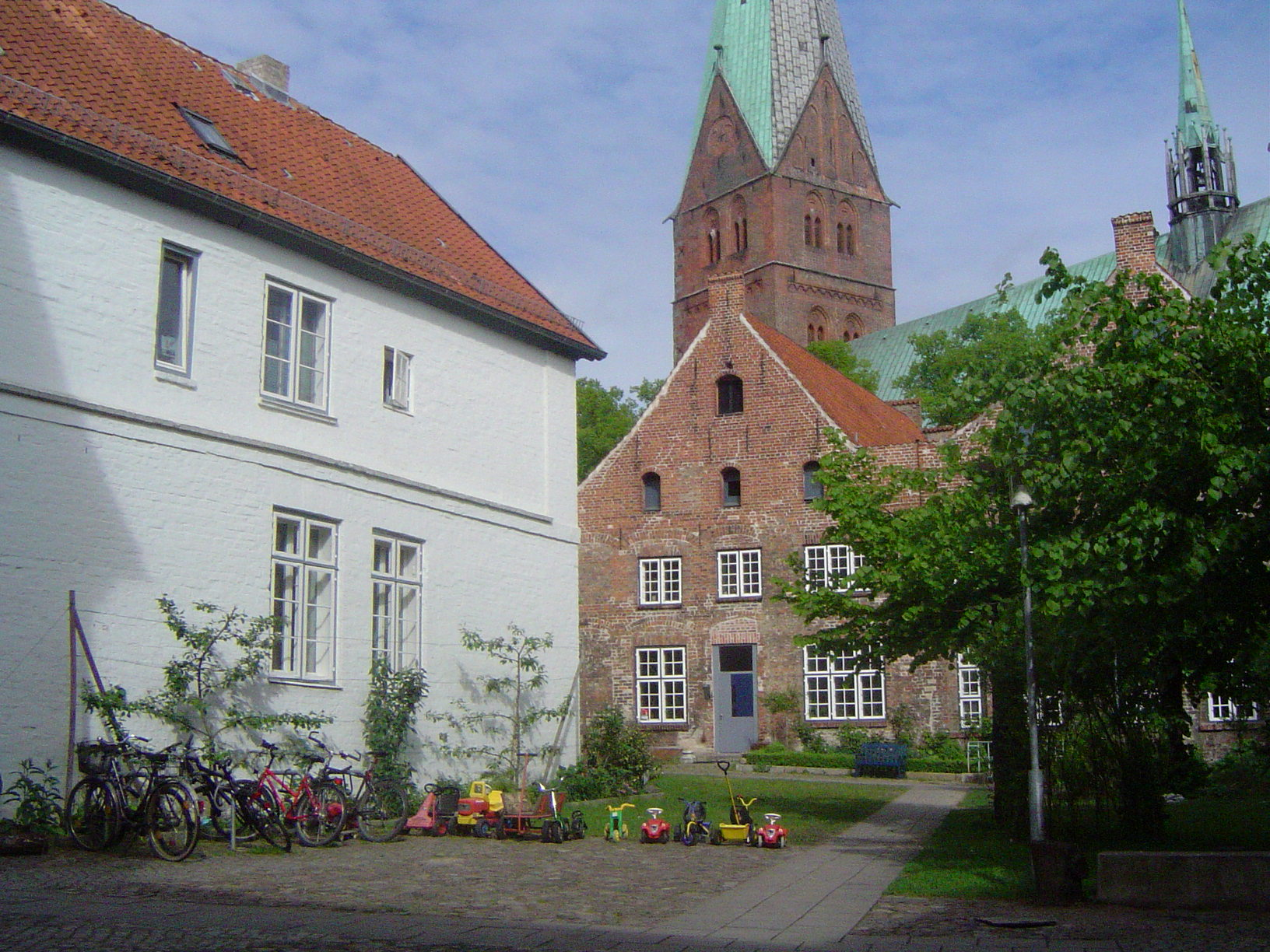
Aegidienhof, w głębi kościół św. Idziego

Kościół św. Idziego w Lubece (niem. St. Aegidien zu Lübeck) – najmniejszy kościół na lubeckim Starym Mieście. Położony na uboczu, we wschodniej części centrum, w dzielnicy rzemieślników. Wraz z zabudowaniami poklasztornymi tworzy Dzielnicę św. Idziego (niem. Aegidien-Viertel).
Kościół św. Idziego jest jednym z głównych zabytków lubeckiego hanzeatyckiego Starego Miasta, które w 1987 zostało wpisane na listę dziedzictwa kulturowego UNESCO.

## Historia
Kościół św. Idziego jest po raz pierwszy wspomniany w 1227. Uważa się, że pierwszy kościół drewniany został wzniesiony w tym miejscu już w latach 1172-1182, za biskupa Heinricha I von Brüssel, który pełnił wcześniej obowiązki opata w klasztorze św. Idziego w Brunszwiku.
Pod koniec XIII w., kiedy doszło do konfliktu pomiędzy radą miasta a biskupem Burkhardem von Serkem, kościół św. Idziego nie angażował się w spory. Aż do reformacji pozostawał pod kontrolą lubeckiej kapituły katedralnej. W czasie reformacji odegrał znaczącą rolę. Księża ze św. Idziego: Andreas Wilms i Wilhelm Antoni jak pierwsi duchowni w Lubece przeszli na protestantyzm.

### Zniszczenia wojenne i odbudowa
Kościół nie został poważnie uszkodzony w żadnej z wojen. W czasie bitwy pod Lubeką (1806), budynek został trafiony pociskiem z haubicy. Pocisk spadł na dach, ale nie eksplodował. O wydarzeniach z XIX w. przypomina jedynie kula armatnia tkwiąca w ścianie przy portalu północnym.
W czasie brytyjskiego ataku powietrznego na Lubekę w 1942,  kościół nie ucierpiał mocno, pomimo ogromnych zniszczeń w jego najbliższej okolicy (Wahmstraße i Krähenstraße). Fala uderzeniowa po bliskim wybuchu bomby pozbawiła budynek okien, a wraz z nimi witraży.

## Architektura
Obecna świątynia to trójnawowy kościół w formie pseudobazyliki o licznych kaplicach bocznych- typowa budowla północnoniemieckiej gotyckiej architektury ceglanej. Pozostałości pierwszego romańskiego kościoła kamiennego, wspomnianego w 1227, znaleźć można w okolicach wieży.
Nawa środkowa wznosi się na wysokość 15.3 metra (szer. 8.5 metra), podczas gdy nawy boczne liczą 11.3 metrów wysokości. W porównaniu z innymi lubeckimi kościołami z tego okresu są to wymiary bardzo skromne. Pierwsze trzy przęsła nawy środkowej są prawie kwadratowe. Ostatnie przęsło przed prezbiterium ma kształt trapezu z uwagi na niewielką ilość miejsca ograniczonego blisko przebiegającą ulicą. Nawy boczne posiadają liczne kaplice wzniesione na planie mniejszych lub większych trapezów.

### Kaplice boczne
W południowej nawie bocznej znajduje się seria kaplic, których nazwy pochodzą od nazwisk osób tam pochowanych. Na wysokości drugiego i trzeciego przęsła mamy Woltersen-Kapelle oraz Darsow-Kapelle (1485). Na wysokości wieży znajduje się Marientiden-Kapelle, zwana też Ahlefeldt-Kapelle Sąsiaduje z nią Holstein-Kapelle.
W północnej nawie bocznej naprzeciwko Holstein-Kapelle znajduje się Breitenau-Kapelle. Na wysokości drugiego przęsła zlokalizowana jest Vorrade-Kapelle (Calven-Kapelle) a na końcu czwartego przęsła Scharbau-Kapelle

## Wystrój wnętrza
Najstarszy zachowany element wystroju kościoła to późnoromański relief z drugiej poł- XIII w., przedstawiający błogosławiącego Chrystusa.

### Ołtarz główny
W 1701 dotychczasowy oryginalny gotycki ołtarz główny (1430) zastąpiono wielkim ołtarzem barokowym, pochodzącym najprawdopodobniej z pracowni Hieronymusa Hassenberga. Ołtarz formą przypomina słynny Ołtarz Fredenhagena wykonany wcześniej przez Thomasa Quellinusa dla Kościoła Mariackiego. Nad predellą przedstawiającą ostatnią wieczerzę umieszczono naturalnej wielkości figury świętych i Jezusa. W centrum ołtarza znajduje się Jezus Ukrzyżowany, obok niego Maria i Jan, otoczeni przez alegorie Wiary i Miłości. W górnej części ołtarza przedstawiono Jezusa Zmartwychwstałego pomiędzy parą aniołów.
Stary ołtarz podarowano kaplicy szpitala dla nieuleczalnie chorych w Klein Grönau, skąd w 1913 trafił do muzeum w klasztorze św. Anny. Autor starego ołtarza nie jest znany, a historycy sztuki mówią o mistrzu ołtarza z Grönau, który prawdopodobnie miał swoją pracownię w Brugii.

### Krzyż triumfalny
Walter Paatz oszacował datę powstania krzyża tryumfalnego na 1495-1500. Nieznany artysta, który wykonał krzyż nazywany jest mistrzem krzyża tryumfalnego z Lubeki.

### Ambona
Wybudowana w latach 1706-1708 ambona, została sfinansowana z darowizny kupca Lorenza Russe (zm. 1584), który również podarował kościołowi poprzednią kazalnicę. Lorenz Russe był najważniejszym darczyńcą kościoła św. Idziego.

### Lektorium
Drewniane dekoracje nowego lektorium wykonał lubecki snycerz Tönnies Evers Młodszy. Autorstwo obrazów z lektorium przypisywane jest natomiast malarzowi Gregorowi von Gehrden. Prace nad nowym lektorium sfinansowano dzięki hojności Lorenza Russe, który przekazał znaczną sumę na rzecz kościoła w swoim testamencie.

### Epitafia
W kościele znajdują się liczne drewniane epitafia. Do wyjątków należy kamienne epitafium burmistrza Thomasa von Wickede (zm. 1716) wykonane przez Hieronymusa Hassenberga.

### Organy
Pierwsze organy dla kościoła św. Idziego zbudowano ok. 1451. Obecne organy (1624-1626) powstały w pracowni Hansa Scherera. Fasada została wykonana przez Michaela Sommera a rzeźby i intarsje przez Baltazara Winnego. W 1642 Friedirch Stellwagen dodał 42 nowe piszczałki. W poł. XIX w. organy zmodernizowano- Johann Friedrich Schulze przebudował system rozdzielający powietrze oraz tylną część organów. W 1919 Emanuel Kemper otrzymał zlecenie budowy nowych organów z trzema manuałami i pedałem na 47 głosów. Historyczny wygląd organów został zachowany, a oryginalne piszczałki wyciszone. Nowe organy zostały prawie natychmiast przebudowane. Niektóre z historycznych piszczałek zostały wykorzystane przy budowie nowych organów dla kościoła św. Pankracego w Hamburgu-Neuenfelde.